# Rocher de Mutzig
 (septembre 2012).
Si vous disposez d'ouvrages ou d'articles de référence ou si vous connaissez des sites web de qualité traitant du thème abordé ici, merci de compléter l'article en donnant les références utiles à sa vérifiabilité et en les liant à la section « Notes et références ».
Le rocher de Mutzig désigne un sommet gréseux du massif des Vosges. Ce sommet tabulaire est situé dans la collectivité européenne d'Alsace, sur le territoire de la commune de Lutzelhouse, à environ un kilomètre à l'est de la ligne de crête formant la limite avec la Moselle. Il culmine à 1 008 mètres d'altitude, soit la même altitude que son grand sommet voisin, le Donon, qui appartient à la même corniche résistante en grès triasique du Buntsandstein. Les formations sommitales, très résistantes à l'érosion, sont souvent en poudingues ou conglomérats gréseux.

## Toponymie
Le nom le plus ancien de ce sommet est la montagne du Katte ou Cat, parfois les Kattes ou Cattes pour le massif. Le toponyme a été francisé dès le XIIIe siècle en Côte(s) que l'on retrouve dans sa partie méridionale avec le mont de la Grand' Côte. Le vieux dialecte alémanique d'Alsace l'a transformé par ses mutations consonnantiques en Katzenberg. Le rocher de Mutzig doit son nom moderne au bois de Mutzig qu'il domine. Les formations formant les Kattes sont des groupes de roches crevassées, sans doute très résistantes à l'érosion glaciaire et post-glaciaire.
Les cattes, dans un libellé archaïque d'origine gallo-romaine, se retrouvent dans les nombreux toponymes (ou oronymes quand l'on parle de la dénomination de territoires rocheux), composés avec cat, chat, chatas, chatte, chautte, chotte, xat, xette ou, par voie diminutive, catel, cotel, cha(n)tel, cantel(in). La racine indoreuropéenne ca(n)ta ou co(n)to indique une table rocheuse sommitale ou, par voie diminutive, une pierre de forme tabulaire ou prélevée sur un plateau rocheux.
La compréhension de ce terme s'est maintenue assez longtemps, car il a été parfois été tardivement transformé en rochatte ou rochotte, soit la petite roche en ancien français. L'explication patoise de la « Chatte Pendue » (devenue en allemand Katzenstein), massif dominant le château de Salm et Les Quelles à l'orient de la vallée de la Bruche, est : la (roche) hhatte pâdaïe en lorrain, c'est-à-dire une roche haute suspendue. Même les anciens habitants dialectophones alsaciens des vallées vosgiennes comprenaient la polysémie de chat(te)/Katze et ne lui attribuait aucune lien avec l'animal félidé domestique (ce qui n'est pas le cas de quelques toponymistes du XIXe siècle).

## Géographie
Le sommet, qui est une dérivation orientale de la ligne de crête principale, commence traditionnellement au Narion à 999 mètres d'altitude ou éventuellement au col du Narion. Elle s'étend jusqu'au Petit Katzenberg occidental à 903 mètres d'altitude.
L'ensemble formant le Grand Katzenberg, à 967 mètres d'altitude, et le rocher de Mutzig peut être imaginé, vu du ciel, comme situé approximativement au croisement d'une croix désarticulée, dont le poteau central aurait comme base la Grande Côte au sud et comme sommet l'Eckkopf au nord à 942 mètres d'altitude. Sur la branche gauche, entre le Grand Katzenberg et le Petit Katzenberg, se trouve l'amas de pierres colossales appelé la « porte de Pierre ». L'ensemble des Kattes, précédemment décrit, se situe sur la commune de Lutzelhouse.
Au début du XIXe siècle lorsque les grands sapins n'entravaient pas la vue sur la pelouse ou lande rase sommitale, par temps dégagé, le sommet offre une vue remarquable vers la vallée de la Bruche, les proches collines du piémont alsacien et le château de Guirbaden, vers la plaine d'Alsace et même Strasbourg et la flèche de la cathédrale Notre-Dame. À l'ouest, le plateau lorrain apparaît au-delà du massif du Donon voisin.
Ce massif en croix surplombe la vallée de la Hasel au nord et la vallée du Netzbach ou du Roulé au sud.

## Histoire
Les flancs raides et une grande partie des hauteurs de ce massif ont été, à certaines époques, boisés, au contraire du Noll et du Narion autrefois occupés par des chaumes en estive. Des indices laissent penser que le sommet du massif, en partie dénudé, était un lieu de passage. Sur son flanc nord oriental, une voie de charbonnier ou Kohlweg laisse supposer un usage à des fins de production de charbon de bois de ces arbres proches du sommet. Les forêts ont été attribuées au XIXe siècle aux communes de Oberhaslach et Niederhaslach (partie au nord), à Dinsheim (nord-est de la croix dessinée), à Urmatt (sud-est de la croix), à Lutzelhouse (base de la croix) et enfin à Mutzig (sud-est de la croix). Le massif a constitué une vaste forêt de mieux en mieux entretenue au XIXe siècle et surtout au XXe siècle.
Il est remarquable que le Donon, sommet emblématique du massif vosgien au carrefour de la Lorraine et de l'Alsace et de quatre départements (Bas-Rhin, Meurthe et Moselle, Moselle et Vosges), ait complètement éclipsé le rocher de Mutzig qui, lui, se situe entièrement en Alsace.